# Brugwachterswoning Vrouwenpoortsbrug
De Brugwachterswoning bij de Vrouwenpoortsbrug is een rijksmonument aan de Harlingersingel 2 in Leeuwarden, Friesland. De brugwachterswoning stamt uit 1864 en is ontworpen door Th.A. Romein. Na de functie als brugwachterswoning vestigde zich onder meer een adviesbureau, bloemenwinkel, ijssalon, visrestaurant en tegenwoordig een lunchtent in het gebouwtje. Voor het visrestautant is het pand flink uitgebreid.